# Serie A 2015-2016 (rugby a 15 femminile)
La Serie A 2015-16 fu il 25º campionato femminile di rugby a 15 di prima divisione organizzato dalla Federazione Italiana Rugby e il 32º assoluto.
Si tenne dal 4 ottobre 2015 al 5 giugno 2016 tra 18 squadre e fu vinto per la seconda volta a seguire dal Valsugana di Padova che, come nella stagione precedente, batté in finale il Monza.
Rispetto al numero di squadre che terminarono la stagione precedente (14) il torneo 2015-16 vide un incremento netto di quattro unità e giunse a 18 squadre, considerati i cinque nuovi arrivi (Chicken 2012, Cogoleto, Frascati 2015, I Medicei e Donne Etrusche) a fronte dell'abbandono del XV da parte della Red & Blu; fu adottato un criterio geografico di suddivisione in gironi: le due squadre emiliane, Colorno e Bologna, furono assegnate rispettivamente al girone centro-settentrionale e centro-meridionale.

## Formula

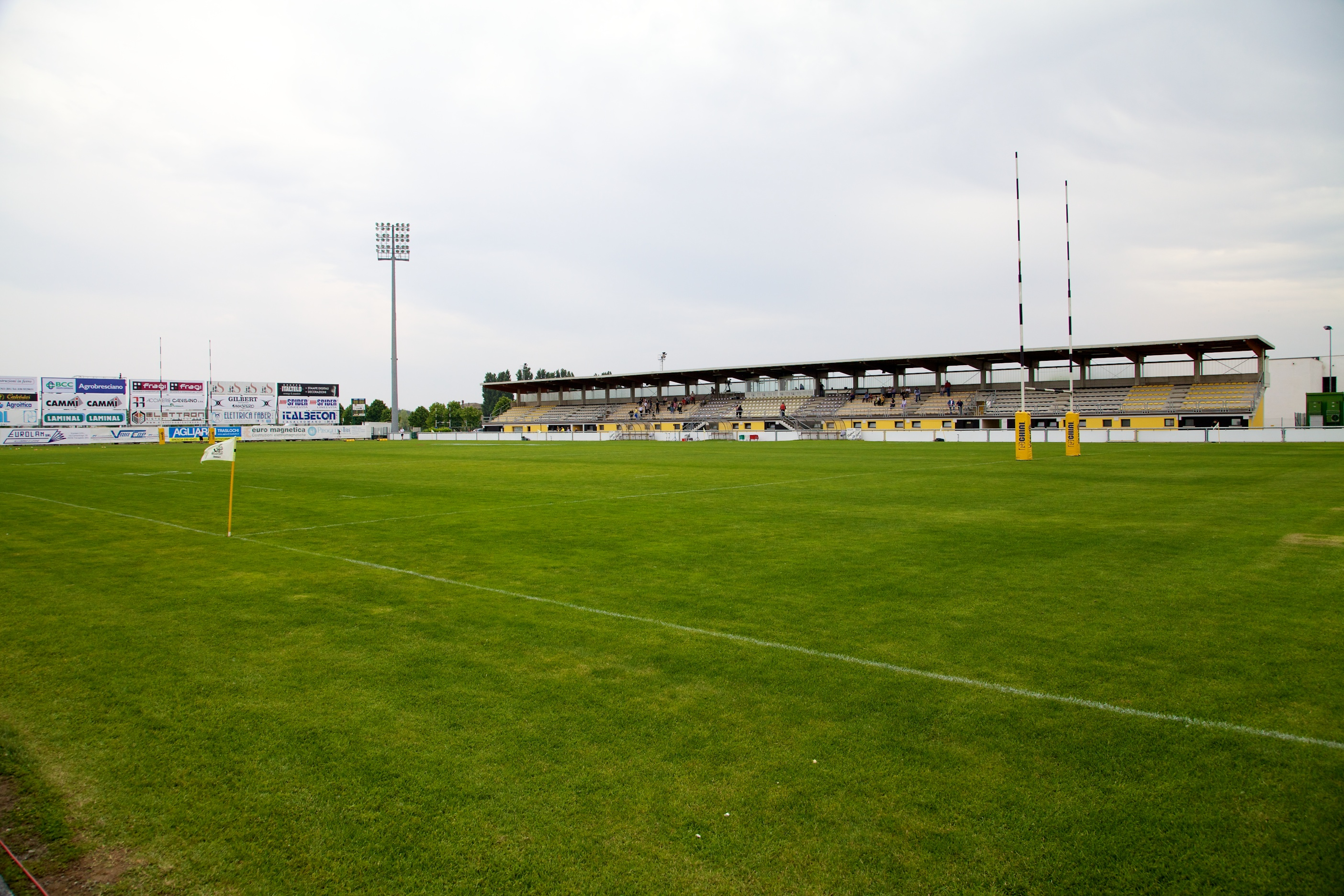
Il San Michele di Calvisano, sede della finale

Le squadre furono ripartite in due gironi paritetici geografici da nove squadre ciascuno; la successiva esclusione del Frascati in corso di torneo portò il girone centro-meridionale a otto squadre.
Il campionato si divise in due fasi, una stagione regolare a gironi e una a eliminazione diretta o a play-off.
Nella stagione regolare, in ogni girone le squadre si incontrarono in partite d'andata e ritorno e la classifica risultante fu stilata secondo il criterio dell'Emisfero Sud (4 punti a vittoria, 2 punti per il pareggio, 0 punti per la sconfitta, eventuale punto di bonus per ogni squadra autrice di 4 o più mete in un singolo incontro, ulteriore eventuale punto di bonus alla squadra sconfitta con 7 o meno punti di scarto).
Nella fase a play-off la prima classificata di ogni girone accedette direttamente alla semifinale; le altre due semifinaliste furono determinate da un preliminare di barrage in gara unica tra le seconde classificate di un girone e le terze dell'altro, in casa delle seconde classificate.
Più nel dettaglio, la prima classificata del girone 1 affrontò in semifinale la vincente del barrage tra la seconda del girone 2 e la terza del girone 1, mentre la prima classificata del girone 2 affrontò la vincente dell'altro barrage.
Le semifinali si tennero in doppia gara, la seconda delle quali in casa delle prime classificate, e le vincitrici delle semifinali dovettero affrontarsi il 4 giugno 2016 in gara unica in campo neutro da stabilirsi a tempo debito; la Federazione designò lo stadio San Michele di Calvisano.

## Squadre partecipanti

### Girone A
- Casale (Casale sul Sile)
- Chicken 2012 (Milano)
- Colorno
- Cogoleto
- CUS Torino
- Monza
- Red Panthers (Treviso)
- Riviera (Mira)
- Valsugana (Padova)

### Girone 2
- Belve Neroverdi (L'Aquila)
- Benevento
- Bologna
- CUS Roma
- Donne Etrusche (Perugia)
- Frascati 2015
- I Medicei (Firenze)
- Perugia Ragazze
- Umbria Ragazze (Terni)

## Stagione regolare

### Girone A
| 4-10-2015  | 1ª/10ª giornata           | 10-1-2016 |
| ---------- | ------------------------- | --------- |
| 0-44       | Casale — Valsugana        | 0-32      |
| 0-114      | Chicken 2012 — Monza      | 0-71      |
| 0-36       | Cogoleto — CUS Torino     | 5-58      |
| 12-27      | Colorno — Red Panthers    | 16-18     |
| Rip.       | Riviera                   |           |
|            |                           |           |
| 1-11-2015  | 4ª/13ª giornata           | 6-3-2016  |
| 5-36       | Chicken 2012 — Casale     | 10-65     |
| 98-0       | Monza — Cogoleto          | 48-0      |
| 20-0       | Red Panthers — Riviera    | 10-18     |
| 15-7       | Valsugana — CUS Torino    | 37-0      |
| Rip.       | Colorno                   |           |
|            |                           |           |
| 29-11-2015 | 7ª/17ª giornata           | 17-4-2016 |
| 6-38       | Cogoleto — Casale         | 0-41      |
| 48-3       | CUS Torino — Chicken 2012 | 78-0      |
| 5-20       | Riviera — Colorno         | 29-10     |
| 8-19       | Valsugana — Monza         | 3-8       |
| Rip.       | Red Panthers              |           |

| 11-10-2015 | 2ª/11ª giornata           | 17-1-2016 |
| ---------- | ------------------------- | --------- |
| 10-32      | CUS Torino — Riviera      | 12-43     |
| 36-0       | Monza — Colorno           | 29-17     |
| 25-8       | Red Panthers — Casale     | 44-8      |
| 85-5       | Valsugana — Cogoleto      | 56-0      |
| Rip.       | Chicken 2012              |           |
|            |                           |           |
| 8-11-2015  | 5ª/14ª giornata           | 3-4-2016  |
| 22-17      | Casale — Colorno          | 0-19      |
| 27-0       | Cogoleto — Chicken 2012   | 27-5      |
| 7-20       | CUS Torino — Red Panthers | 0-51      |
| 7-38       | Riviera — Monza           | 19-5      |
| Rip.       | Valsugana                 |           |
|            |                           |           |
| 6-12-2015  | 8ª/17ª giornata           | 24-4-2016 |
| 26-29      | Casale — Riviera          | 3-29      |
| 0-80       | Chicken 2012 — Valsugana  | 0-125     |
| 44-7       | Colorno — CUS Torino      | 10-5      |
| 30-22      | Monza — Red Panthers      | 16-0      |
| Rip.       | Cogoleto                  |           |

| 25-10-2015 | 3ª/12ª giornata             | 24-1-2016 |
| ---------- | --------------------------- | --------- |
| 0-45       | Casale — Monza              | 0-45      |
| 0-53       | Cogoleto — Red Panthers     | 0-85      |
| 74-0       | Colorno — Chicken 2012      | 91-5      |
| 5-25       | Riviera — Valsugana         | 10-14     |
| Rip.       | CUS Torino                  |           |
|            |                             |           |
| 22-11-2015 | 6ª/15ª giornata             | 10-4-2016 |
| 0-54       | Chicken 2012 — Riviera      | 0-129     |
| 36-0       | Colorno — Cogoleto          | 27-5      |
| 65-0       | Monza — CUS Torino          | 51-0      |
| 3-8        | Red Panthers — Valsugana    | 12-47     |
| Rip.       | Casale                      |           |
|            |                             |           |
| 20-12-2015 | 9ª/18ª giornata             | 1-5-2016  |
| 12-5       | CUS Torino — Casale         | 17-23     |
| 128-0      | Red Panthers — Chicken 2012 | 50-0      |
| 112-0      | Riviera — Cogoleto          | 65-0      |
| 24-0       | Valsugana — Colorno         | 12-20     |
| Rip.       | Monza                       |           |

#### Classifica girone A
|  |    | Squadra      | G  | V  | N | P  | PF  | PS   | P±     | B  | Pen | Pt |
|  | -- | ------------ | -- | -- | - | -- | --- | ---- | ------ | -- | --- | -- |
|  | 1. | Monza        | 16 | 15 | 0 | 1  | 708 | 76   | 632    | 12 | 0   | 72 |
|  | 2. | Valsugana    | 16 | 13 | 0 | 3  | 615 | 89   | 526    | 10 | 0   | 62 |
|  | 3. | Red Panthers | 16 | 11 | 0 | 5  | 575 | 170  | 405    | 10 | 4   | 50 |
|  | 4. | Riviera      | 16 | 11 | 0 | 5  | 586 | 193  | 393    | 10 | 4   | 50 |
|  | 5. | Colorno      | 16 | 9  | 0 | 7  | 414 | 224  | 190    | 7  | 0   | 43 |
|  | 6. | Casale       | 16 | 6  | 0 | 10 | 275 | 384  | −109   | 8  | 4   | 28 |
|  | 7. | CUS Torino   | 16 | 5  | 0 | 11 | 297 | 394  | −97    | 6  | 8   | 18 |
|  | 8. | Cogoleto     | 16 | 2  | 0 | 14 | 75  | 843  | −768   | 2  | 4   | 6  |
|  | 9. | Chicken 2012 | 16 | 0  | 0 | 16 | 28  | 1200 | −1 172 | 0  | 0   | 0  |

### Girone B
| 4-10-2015  | 1ª/10ª giornata             | 10-1-2016 |
| ---------- | --------------------------- | --------- |
| 0-48       | Belve Neroverdi — Benevento | 0-53      |
| 46-0       | CUS Roma — Medicei          | 24-7      |
| 5-34       | Donne Etrusche — Bologna    | 0-37      |
| 81-0       | Umbria — Frascati 2015      | 7-20      |
| Rip.       | Frascati                    |           |
|            |                             |           |
| 1-11-2015  | 4ª/13ª giornata             | 6-3-2016  |
| 38-15      | Bologna — Belve Neroverdi   | 12-12     |
| 27-5       | Benevento — CUS Roma        | 31-5      |
| 0-20       | Frascati — Donne Etrusche   | n/d       |
| 0-19       | Medicei — Umbria            | 0-5       |
| Rip.       | Frascati 2015               |           |
|            |                             |           |
| 29-11-2015 | 7ª/17ª giornata             | 17-4-2016 |
| 51-7       | CUS Roma — Belve Neroverdi  | 29-5      |
| n/d        | Frascati 2015 — Frascati    | n/d       |
| 0-66       | Medicei — Bologna           | 3-43      |
| 5-15       | Umbria — Donne Etrusche     | 8-27      |
| Rip.       | Benevento                   |           |

| 11-10-2015 | 2ª/11ª giornata                 | 17-1-2016 |
| ---------- | ------------------------------- | --------- |
| 20-0       | Bologna — Frascati              | n/d       |
| 34-0       | Benevento — Donne Etrusche      | 24-3      |
| 0-95       | Frascati 2015 — CUS Roma        | 5-24      |
| 12-20      | Medicei — Belve Neroverdi       | 8-32      |
| Rip.       | Umbria                          |           |
|            |                                 |           |
| 8-11-2015  | 5ª/14ª giornata                 | 3-4-2016  |
| 26-26      | CUS Roma — Donne Etrusche       | 11-5      |
| 0-37       | Frascati 2015 — Bologna         | 21-30     |
| 7-42       | Medicei — Benevento             | 3-67      |
| n/d        | Umbria — Frascati               | n/d       |
| Rip.       | Belve Neroverdi                 |           |
|            |                                 |           |
| 6-12-2015  | 8ª/17ª giornata                 | 24-4-2016 |
| 33-12      | Belve Neroverdi — Frascati 2015 | 22-12     |
| 37-3       | CUS Roma — Umbria               | 12-3      |
| 12-5       | Donne Etrusche — I Medicei      | 3-7       |
| n/d        | Frascati — Benevento            | n/d       |
| Rip.       | Bologna                         |           |

| 25-10-2015 | 3ª/12ª giornata                  | 24-1-2016 |
| ---------- | -------------------------------- | --------- |
| 20-0       | Belve Neroverdi — Frascati       | n/d       |
| 15-21      | CUS Roma — Bologna               | 3-19      |
| 10-26      | Frascati 2015 — Medicei          | 10-0      |
| 0-15       | Umbria — Benevento               | 7-58      |
| Rip.       | Donne Etrusche                   |           |
|            |                                  |           |
| 22-11-2015 | 6ª/15ª giornata                  | 10-4-2016 |
| 58-0       | Benevento — Frascati 2015        | 31-12     |
| 20-0       | Bologna — Umbria                 | 36-0      |
| 24-20      | Donne Etrusche — Belve Neroverdi | 12-17     |
| n/d        | Frascati — CUS Roma              | n/d       |
| Rip.       | Medicei                          |           |
|            |                                  |           |
| 20-12-2015 | 9ª/18ª giornata                  | 1-5-2016  |
| 23-11      | Benevento — Bologna              | 26-18     |
| 0-17       | Frascati 2015 — Donne Etrusche   | 5-26      |
| n/d        | Medicei — Frascati               | n/d       |
| 8-29       | Umbria — Belve Neroverdi         | 12-31     |
| Rip.       | CUS Roma                         |           |

#### Classifica girone B
|  |    | Squadra         | G  | V  | N | P  | PF  | PS  | P±   | B  | Pen | Pt |
|  | -- | --------------- | -- | -- | - | -- | --- | --- | ---- | -- | --- | -- |
|  | 1. | Benevento       | 14 | 14 | 0 | 0  | 537 | 71  | 466  | 14 | 4   | 66 |
|  | 2. | Bologna         | 14 | 11 | 1 | 2  | 422 | 123 | 299  | 9  | 0   | 55 |
|  | 3. | CUS Roma        | 14 | 9  | 1 | 4  | 383 | 159 | 224  | 9  | 4   | 43 |
|  | 4. | Belve Neroverdi | 14 | 7  | 1 | 6  | 243 | 331 | −88  | 8  | 4   | 34 |
|  | 5. | Donne Etrusche  | 14 | 6  | 1 | 7  | 173 | 233 | −60  | 7  | 0   | 33 |
|  | 6. | I Medicei       | 14 | 2  | 0 | 12 | 78  | 399 | −321 | 3  | 0   | 11 |
|  | 7. | Frascati 2015   | 14 | 2  | 0 | 12 | 107 | 485 | −378 | 1  | 0   | 9  |
|  | 8. | Umbria Ragazze  | 14 | 3  | 0 | 11 | 158 | 300 | −142 | 1  | 8   | 5  |
|  | 9. | Frascati        | 0  | 0  | 0 | 0  | 0   | 0   | 0    | 0  | 0   | 0  |

## Fase a playoff
|  | Barrage      | Barrage      | Barrage |  |  | Semifinali | Semifinali | Semifinali | Semifinali |   |  | Finale    | Finale    | Finale |  |
|  |              |              |         |  |  |            |            |            |            |   |  |           |           |        |  |
|  | Valsugana    | Valsugana    | 51      |  |  |            |            |            |            |   |  |           |           |        |  |
|  | CUS Roma     | CUS Roma     | 0       |  |  | Valsugana  | Valsugana  | 29         | 24         |   |  |           |           |        |  |
|  |              |              |         |  |  | Benevento  | Benevento  | 0          | 0          |   |  |           |           |        |  |
|  |              |              |         |  |  |            |            |            |            |   |  | Valsugana | Valsugana | 6      |  |
|  | Bologna      | Bologna      | 8       |  |  |            |            | Monza      | Monza      | 0 |  |           |           |        |  |
|  | Red Panthers | Red Panthers | 5       |  |  | Bologna    | Bologna    | 9          | 3          |   |  |           |           |        |  |
|  |              |              |         |  |  | Monza      | Monza      | 52         | 50         |   |  |           |           |        |  |

### Barrage
| Arbitro: | Clara Munarini (Parma) |

|                                                                                          |    |  |
| Bertoglio 6’, 32’, 78’ Rigoni 14’, 72’ Ruzza 44’ Cerato 55’ Vittadello 61’ Salvadego 70’ | mt |  |
| Rigoni 44’, 61’, 78’                                                                     | tr |  |

| Arbitro: | M.B. Benvenuti (Roma) |

|                |                      |             |
| Genesini 40+3’ | mt                   | 24’ Pegorer |
| Gurioli        | Calci piazzati 1 – 0 |             |

### Semifinali
| Arbitro: | Barbara Guastini (Prato) |

|                                                      |      |  |
| Vittadello 4’ Rigoni 12’ Salvadego 30’ Bertoglio 80’ | mt   |  |
| Rigoni 4’, 12’, 30’                                  | tr   |  |
| Rigoni 25’                                           | c.p. |  |

| Arbitro: | M. Giovanna Pacifico (Benevento) |

|                          |      |                                                                                |
|                          | mt   | 6’ Bollini 21’, 62’, 73’ Magatti 37’, 48’ Locatelli 58’ Severgnini 77’ Di Toma |
|                          | tr   | 21’, 37’, 48’, 58’, 73’, 77’ Magatti                                           |
| A. Williams 2’, 34’, 51’ | c.p. |                                                                                |

| Arbitro: | Clara Munarini (Parma) |

|  |      |                           |
|  | mt   | 7’, 60’ E. Giordano       |
|  | tr   | 60’ Rigoni                |
|  | c.p. | 13’, 27’, 34’, 74’ Rigoni |

| Arbitro: | Doranna De Carlini (Milano) |

|                                                                                    |      |                 |
| Cammarano 3’, 20’ Bollini 15’ tecnica 43’ Pilotti 65’ Magatti 70’, 74’ Salerio 79’ | mt   |                 |
| Magatti 3’, 15’, 43’, 70’, 79’                                                     | tr   |                 |
|                                                                                    | c.p. | 19’ A. Williams |

### Finale
| Arbitro: | M.B. Benvenuti (Roma) |

| |              | |
| | c.p.         | 46’, 54’ Rigoni |
| · Virgili · 55’ Saliero · Bollini · Dell’Oca · Magatti (c) · Trilli · Russo · Pillotti · Locatelli · Trentani · Elemi · Rimoldi · Bettolatti · 65’ Cammarano · Barazzetta | Formazioni   | · Bertoglio · Vitadello · Folli · Zangirolami 31’ · Guariglia · Rigoni · Salvadego · E. Giordano · A. Giordano · B. Veronese · Stoppa · Ruzza · Cerato · Migotto 36’ · Galiazzo (c) |
| · 55’ Severgnini · 65’ Denti | Sostituzioni | · Zatti 31’ · Maran 36’ |
| Cuomo | Allenatori   | Darbal |

## Verdetti
- Valsugana: campione d'Italia